# 三木グリーンパーク
三木グリーンパーク（みきグリーンパーク）は兵庫県三木市福井にある運動公園である。

## 概要
- 大阪営林局所有の国有林を多目的広場を建設する目的として、三木市が買い取り、防災工事・調整池の新設工事を実施して、1989年4月29日に竣工式を行い、同年5月1日に野球場として開園した。[1]三木市立屋内ゲートボール場と併設している。

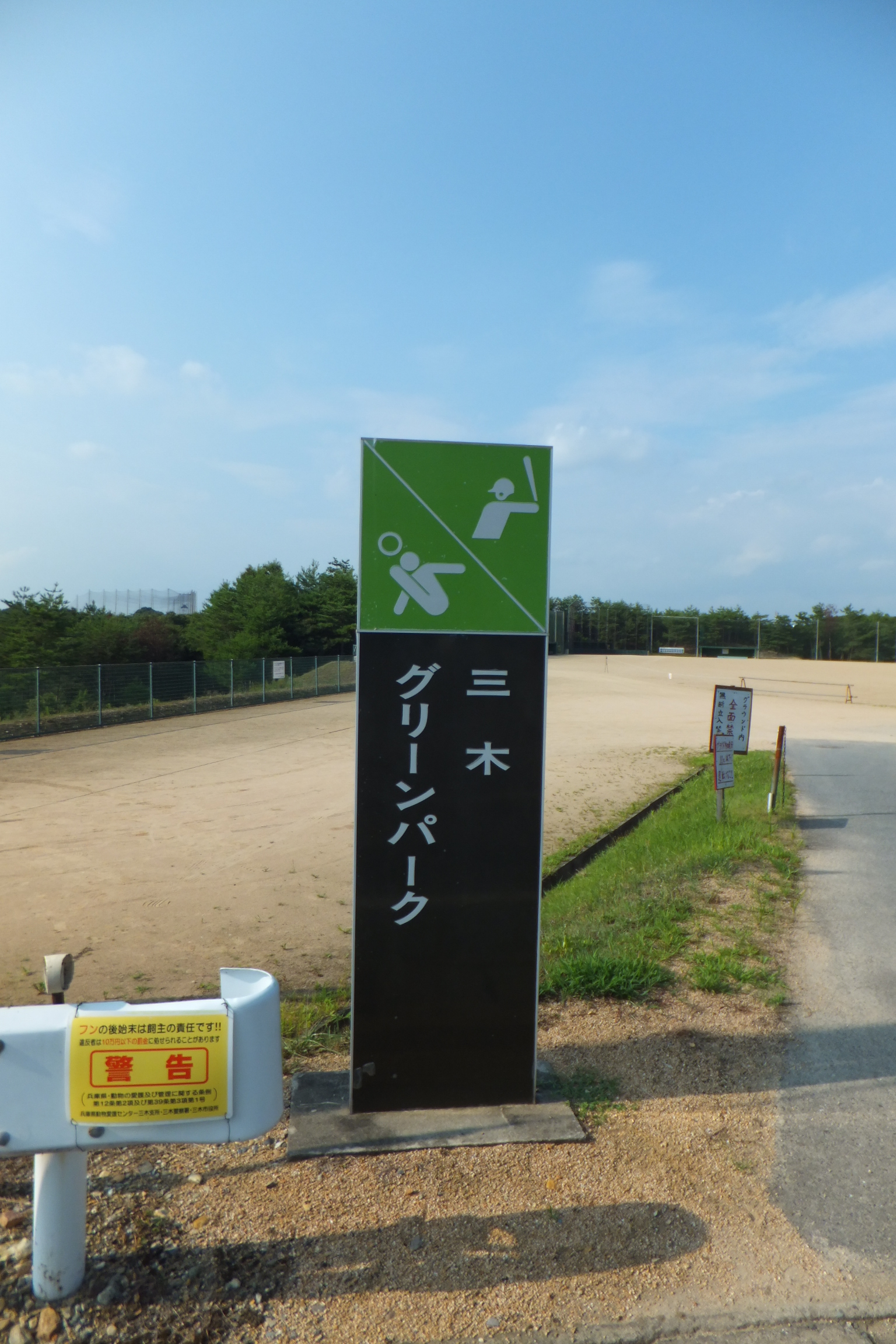
表札
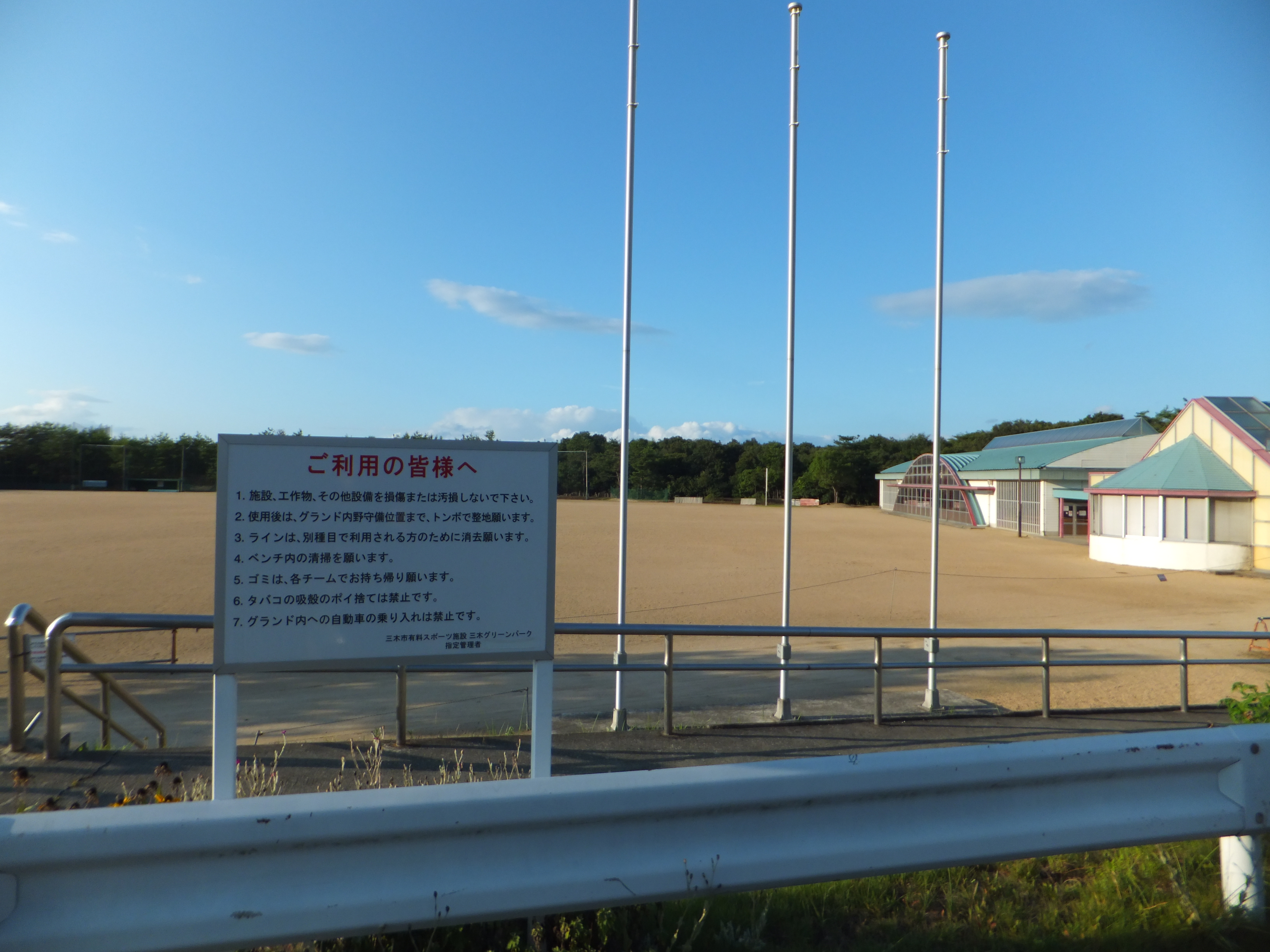
利用時の注意看板
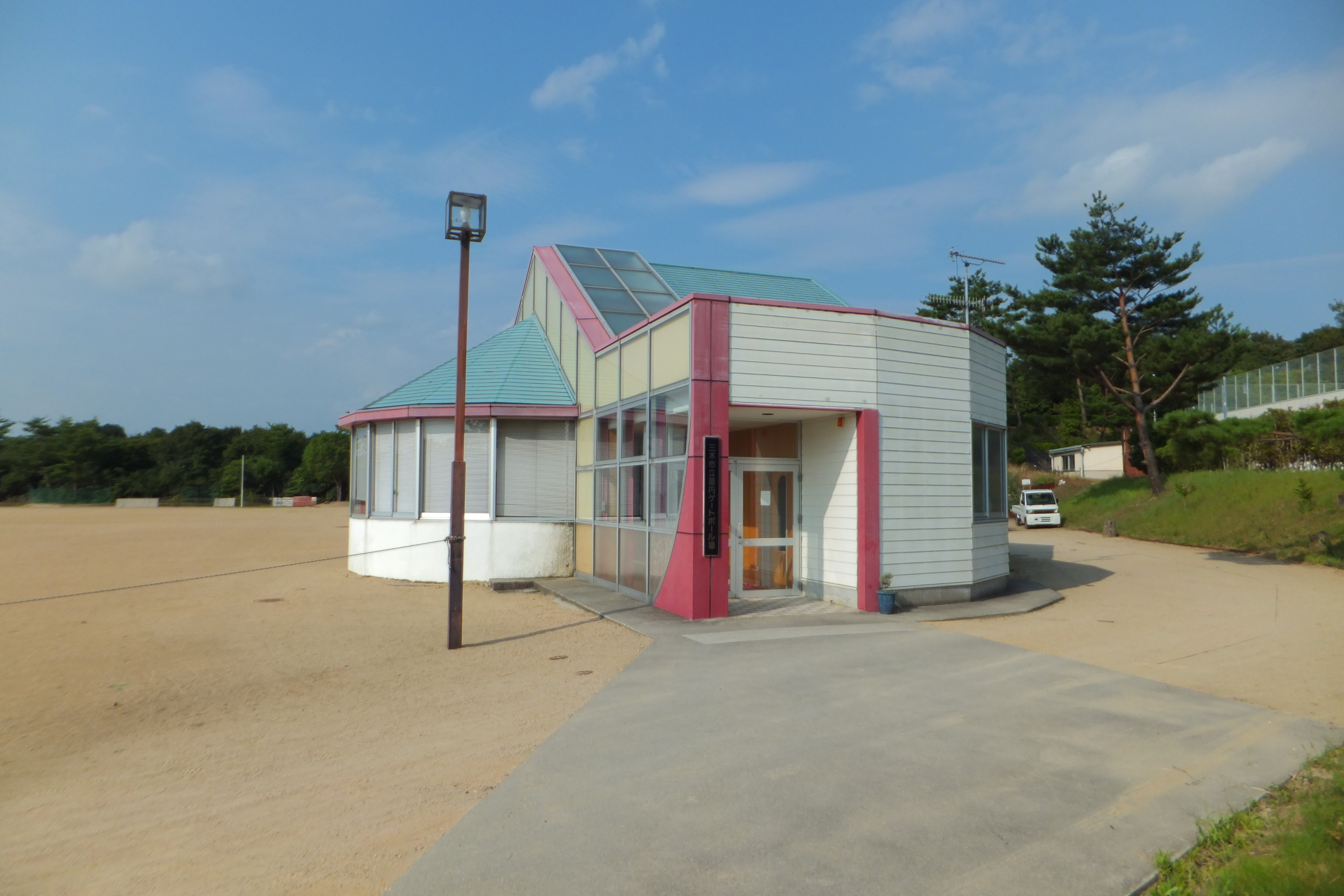
三木市立屋内ゲートボール場

## 歴史
- 1989年（平成元年）4月29日 - 竣工式を行う。[1]
- 1989年（平成元年）5月1日 - 使用を開始する。[1]

## 営業期間
- 毎週水曜日と12月28日から翌年の1月4日以外の8時半から18時半まで。（但し、水曜日が国民の祝日の時は翌日が休場日であり、10月1日から翌年3月31日までは8時半から16時半まで。）[2]。